# 關節式轉向架

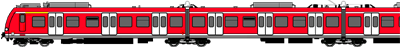
德鐵423系電聯車即是採用「連接式轉向架」連結相鄰的車廂

關節式轉向架是指一種應用在鐵路車輛上的轉向架形式。它是將相鄰的車廂用同一個轉向架連接起來，故日文稱呼此種轉向架為。（註：為日文的轉向架）。
此類轉向架形式被又稱為「雅各布斯式轉向架」（Jacobs Bogie），名稱來自設計出該轉向架形式並申請專利的德國工程師威廉·雅各布斯。

## 特徵

### 優點

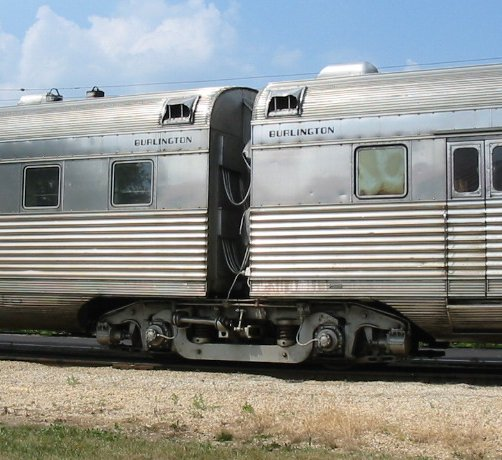
目前動態保存中的「內布拉斯加微風號」也是採用「關節式轉向架」連接。

1. 相鄰車廂以轉向架連結，不但減少車勾的使用，也減少其產生噪音的機會。
2. 轉向架使用的總數減少，對列車整體的輕量化有一定貢獻。
3. 車體相對於轉向架動作的角度變小，容易通過較彎曲的鐵道。
4. 車輛通過彎道時兩旁所突出的空間較小；因此可以採用更廣的車體。
5. 車室與轉向架距離較遠，車輪行走時的噪音較不易傳入車室內。
6. 轉向架設於連結處，車身設計可大幅降低重心，以增加列車行駛的穩定性。
7. 整體車軸的數量減少，能減低製作和維護成本。

### 缺點
1. 當車廂要分開或加掛時，都必須進入鐵路機廠作業，大大影響了列車編成的自由度。
2. 轉向架數量減少使單一轉向架所承受重量也隨之變大，必須增加其結構強度。但考量軸重過重也會對鐵軌造成影響，故縮短車身減重也是一個好方法。
3. 如果該列車屬於動力分散式車輛，則容易因為車軸的總數量減少，而使列車總輸出功率下降。

### 例子
使用這種關節式轉向架的火車，以下列舉幾種：
- 日本：小田急電鐵部份浪漫特快（Romance Car）（20000形RSE、30000形EXE(a)、60000形MSE、70000形GSE除外）列車、JR東日本E331系電力動車組、JR東日本E993系電力動車組。
- 法国：高速鐵路的所有列車（TGV）。
- 德国：Talent 系列的柴聯車，或者是德國鐵路（DB）用於S-Bahn的 423系 電聯車。
- 美國
  - 柴聯車：在二十世紀初期的時候，這種連結方式也被大量採用在當時流行的流線型火車：像是芝加哥，伯靈頓與昆奇鐵路公司 的「先鋒者微風號」與聯合太平洋鐵路的「M-10000」。
  - 貨運火車：美國的雙層貨櫃車（Pacer Stacktrain），也是將五節貨櫃運輸平車，以關節式轉向架連結；其用來載運貨櫃的中央部位，才得以降低車身容納雙層貨櫃的高度。
  - 蒸氣機車：1940年代生產的聯合太平洋鐵路巨人號蒸汽機車，是歷史上體積最大、功率最高的蒸汽機車。
- 中国：高明区现代有轨电车、南海有轨电车1号线列车。